# Богатов, Евгений Алексеевич
Евгений Алексеевич Бога́тов (род. 5 июня 1964, Москва) — русский художник, искусствовед и историк искусств.
Доцент кафедры рисунка Московского архитектурного института (МАрхИ) в Москве.

## Биография
Родился 5 июня 1964 года в Москве в семье инженера-строителя Алексея Ивановича (1937—2000) и Лидии Петровны (род. 1939-2021), художницы и редактора издательства «Искусство».

### Образование

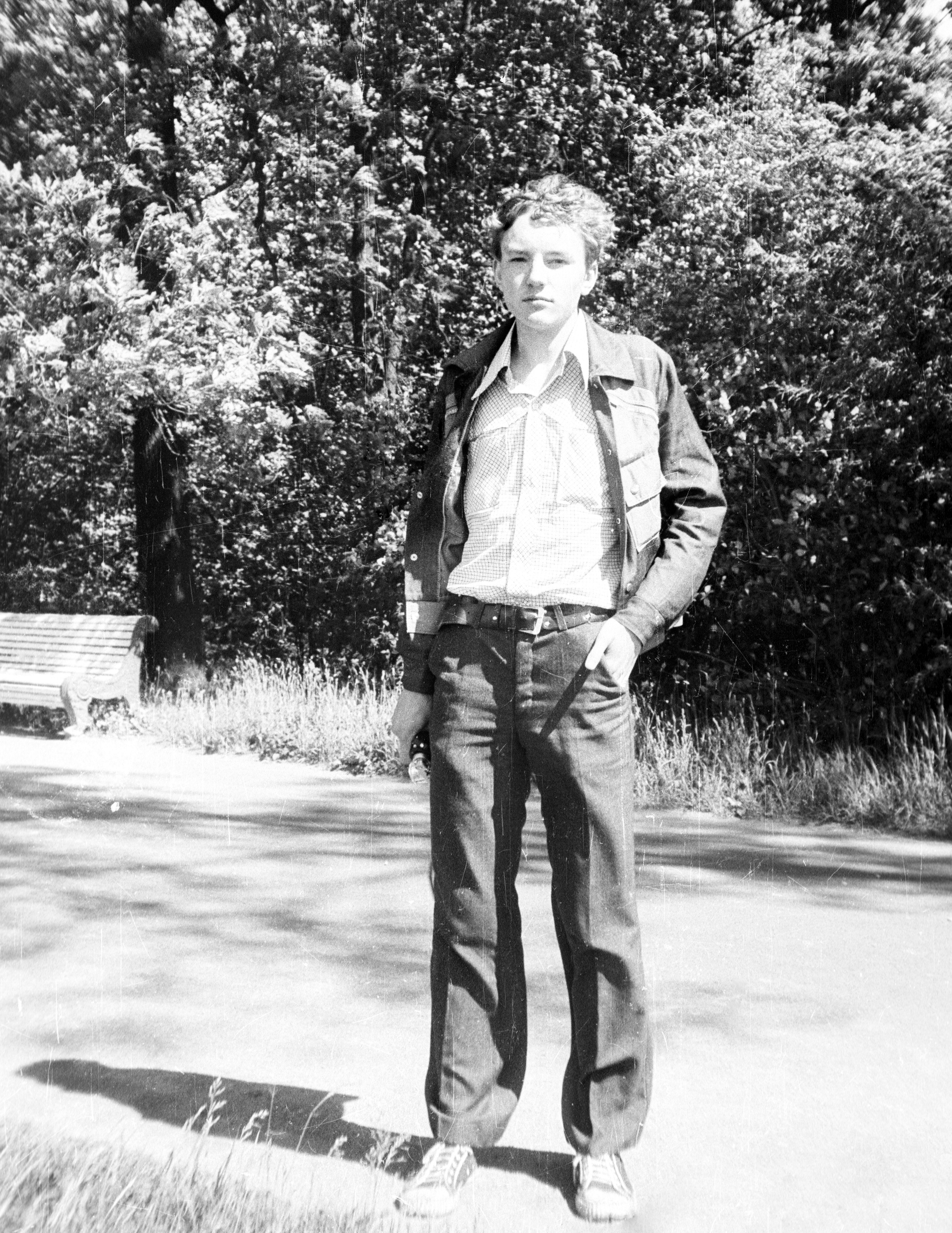
Ленинград, 1979

В 1973—1981 годах обучался в московской школе № 856, одновременно с Н. И. Ветлицкой.
Увлекался рисунком, живописью и фотографией, занимался в радио-кружке в Доме пионеров № 1 имени Павла Андреева Советского района города Москвы.
В 1981—1986 годах обучался в Московском государственном педагогическом институте (МГПИ, современный МПГУ) на Физическом факультете, по специальности физика и астрономия.
В 1981—1983 годах также учился на «Факультете общественных профессий» на отделении «Рисунок, живопись и история искусств» при МГПИ под руководством М. М. Кукунова, где получил дополнительную специальность рисунок, живопись и история искусств. Как художник пишет под влиянием стилей: академизм, модерн и романтизм.
В 1993 году получил второе высшее образование на Факультете «Теории и истории искусств» в Институте живописи, скульптуры и архитектуры им. И. Е. Репина в Санкт-Петербурге. Получил специальность «искусствовед». Его научным руководителем была профессор В. Б. Блэк (1924—2008).

### Работа и творчество
В 1986—1987 годах начал преподавать физику и астрономию в средней школе в Москве.

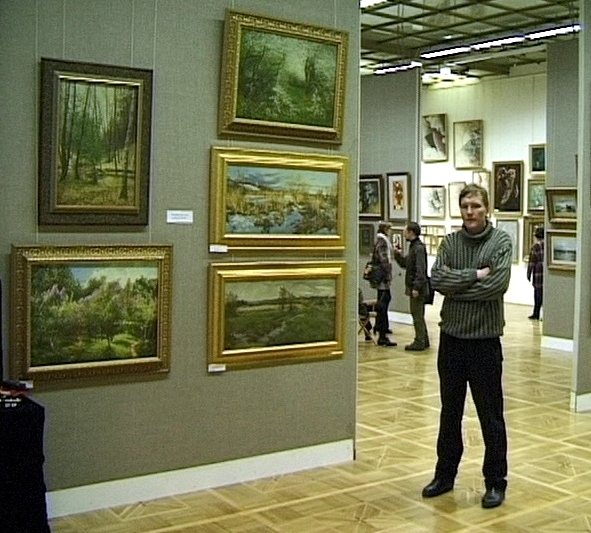
На выставке в 1998 году

В 1987—1992 годах преподавал изобразительное искусство и черчение в московском Школе-интернате № 61.
С 1992 года работает в Московском архитектурном институте (МАрхИ). Обучает студентов рисунку для получения специальности архитектура. Преподаватель рисунка на Вечерних подготовительных курсах. Одновременно, с 1997 года — внештатный, старший преподаватель (2003), доцент (2014) на Кафедре рисунка.

## Членство в организациях
- С 2000 года — член Союза художников России.

## Награды и премии
- Обладатель награды «Имена России».
- Лауреат диплома галереи «Изограф».
- Лауреат диплома галереи «Ростокино».
- Победитель конкурса на художественное оформление упаковок красок темпера фирмы «Гамма».
- Победитель конкурса на оформление обложки Журнала «Художественный совет» (2001)[8]
- Бронзовая медаль «За вклад в отечественную культуру» (2008)[9].

## Выставки
Участник галерей и выставок:

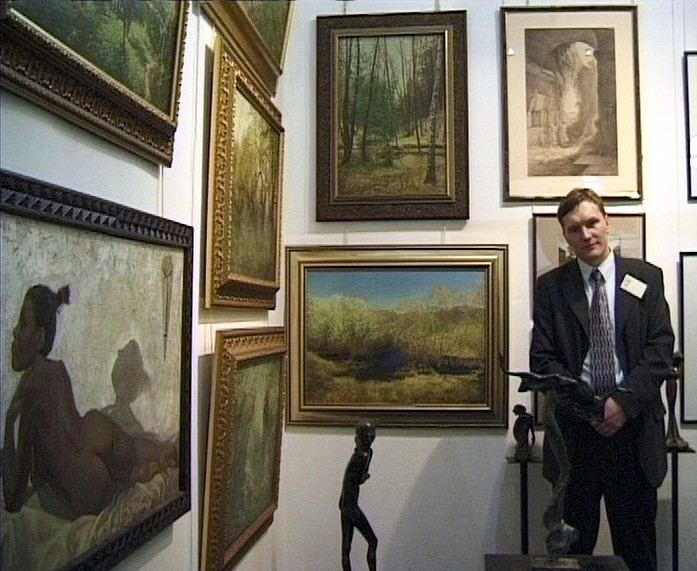
Выставке в Манеже, 2000

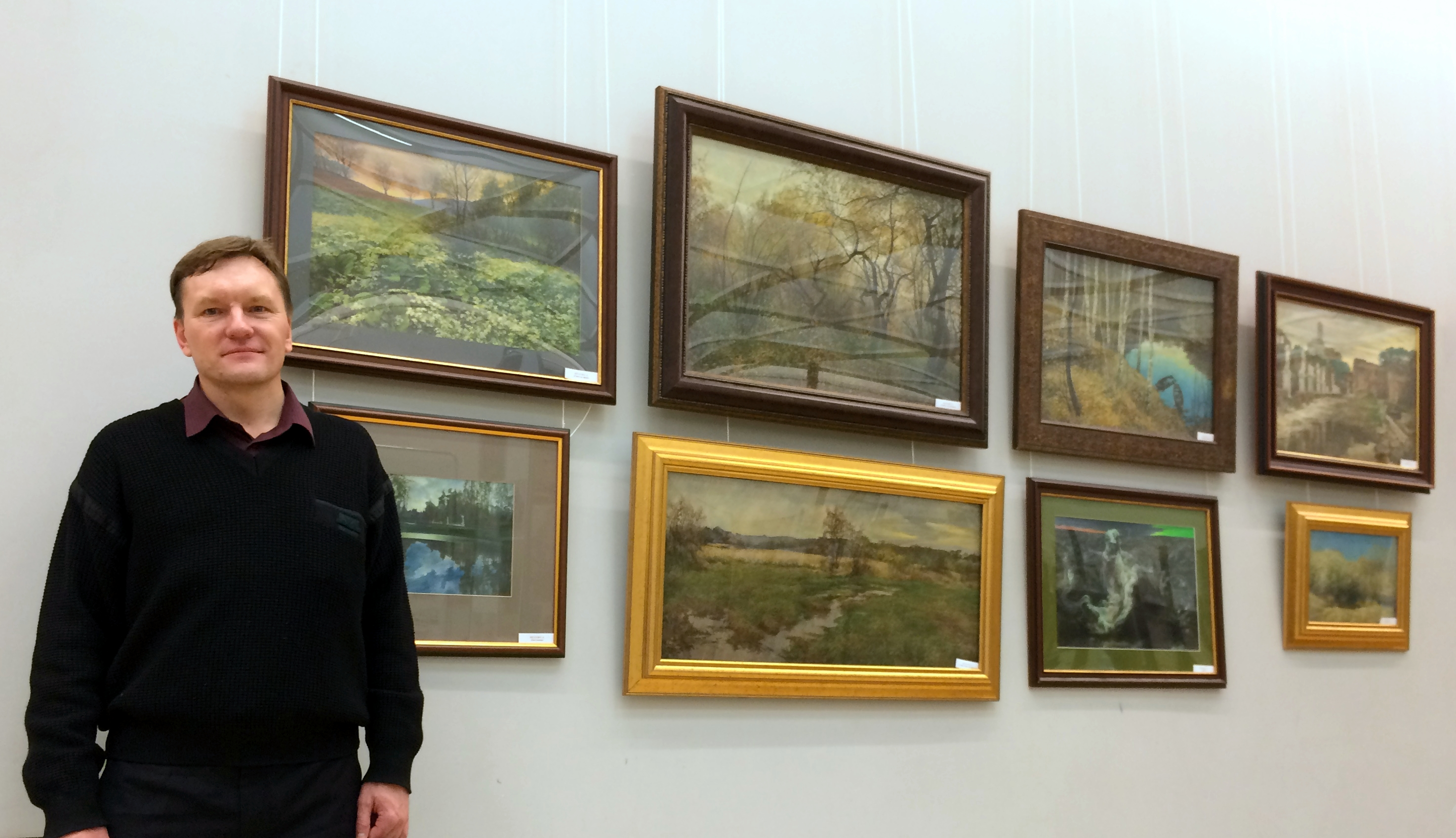
Выставка в ЦДА, 2015

- 1992, 2003, 2015 — Выставки в Центральном доме архитектора, Москва.
- 1993 — Выставка в галерее «Интер». Организатор Н. Абрамов. Москва.
- 1994 — Выставка в галерее «Колорит». Организатор Геннадий. Баханов. Москва.
- 1996 — Выставка группа «Имена» выставочный зал «Тушино». Москва.
- 1997 — Выставка группы Московских художников. Центральный Дом художника[10]. Москва.
- 1998 — Международный Арт Салон 'ЦДХ-98'. Центральный Дом художника. Москва.
- 1998 — Выставка в галерее «Коллаж». Центральный Дом художника[11]. Выставочный зал «Утопия». Москва.
- 1999 — Выставочный зал «Пересветов переулок». Организатор О. Вдовенко. Москва.
- 1999 — Галерея «Аврора — Арт». Центральный дом художника. Организатор А. Кадлева. Москва.
- 2000 — Международная художественная ярмарка «Арт Манеж 2000»[12]
- 2000 — Центральный выставочный зал «Манеж»[13]. Москва.
- 2001 — Персональная выставка в Ростокино. Организатор Ю. А. Гребенщик. Москва.
- 2003 — Галерея «Пересветов переулок».
- 2004 — Выставочный зал МАрхИ.
- 2005—2013 — Выставки «Галерея Изограф» ЦДХ и Выставояный зал Выхино.
- 2008—2015 — Выставки «Мир глазами зодчих» в Выставочном зале Союза архитекторов на Брестской.
- 2015 — Выставка кафедры рисунка МАархИ в Выставочном зале союза художников на Кузнецком мосту.
- 2017 — Выставка творческих работ преподавателей академического рисунка МАРХИ в выставочном зале МОСХ на Кузнецком мосту, 20[14]. (15-26 февраля).
- 2020 — Выставка работ преподавателей МАРХИ в выставочном зале МОСХ (перенесена из-за COVID-19 в России).